# Cristina Grigoraș
Cristina Elena Grigoraș (Satu Mare, 11 februari 1966) is een voormalig Roemeens turnster.
In Olympische Zomerspelen 1980 won Grigoraș de zilveren medaille in de landenwedstrijd.
Grigoraș won tijdens de Olympische Zomerspelen 1984 in het Amerikaanse Los Angeles de gouden medaille in de landenwedstrijd.

## Resultaten

### Olympische Zomerspelen
| Jaar | Plaats      | Resultaten      |
| ---- | ----------- | --------------- |
| 1980 | Moskou      | landenwedstrijd |
| 1984 | Los Angeles | landenwedstrijd |